# Merjanische Sprache

Verbreitungsgebiet des Merjanischen im 9. Jahrhundert

Das Merjanische gehört zu den finno-ugrischen Sprachen, die Zuordnung innerhalb dieser Sprachgruppe ist jedoch nicht gesichert. Gesprochen wurde es in der Region von Moskau, dessen russischer Name Moskwa vermutlich merjanischen Ursprungs ist.
Die letzte Erwähnung finden die Merja in der Nestorchronik, in der sie zu den finno-ugrischen Völkern gezählt werden. Weitere Überlieferungen sind nur spärlich und lassen keine genauen Rückschlüsse auf die Position des Merjanischen innerhalb der finno-ugrischen Sprachfamilie zu. Die Sprachforschung stützt sich bisher auf die erhaltenen zahlreichen Toponyme und Hydronyme merjanischen Ursprungs. Daraus lassen sich zwar Rückschlüsse auf eine nahe Verwandtschaft zum Mari ziehen, dies kann aber nicht als wissenschaftlich gesichert angesehen werden.
Das Merjanische gilt als spätestens im 14. Jahrhundert mit vollständiger Assimilation der Merja durch Slawen ausgestorben.
Flussnamen merjanischen Ursprungs sind u. a.:
- Moskwa
- Nerl
- Tupscher
- Sogoscha